# Matt Polster
Matthew Ryan „Matt” Polster (ur. 8 czerwca 1993 w Milwaukee) – amerykański piłkarz występujący na pozycji prawego obrońcy, obecnie zawodnik New England Revolution.

## Kariera klubowa
Polster urodził się w mieście Milwaukee w stanie Wisconsin, jednak dorastał w Las Vegas w Nevadzie. W piłkę nożną zaczynał grać już w wieku trzech lat. Uczęszczał do Palo Verde High School, gdzie jako gracz szkolnego zespołu otrzymał nagrodę Gatorade Nevada Boys Soccer Player of the Year, a także dwukrotnie został wybrany do drużyn All-4A South Nevada i All-4A Sunset Region. Równocześnie trenował w juniorskim zespole Downtown Las Vegas SC. Spędził też kilka miesięcy w akademii klubu Colorado Rapids. W późniejszym czasie studiował na Southern Illinois University w Edwardsville, w stanie Illinois i z powodzeniem grał w uczelnianym zespole SIU Edwardsville Cougars. W 2011 roku dostał nagrodę Missouri Valley Conference (MVC) Freshman of the Year, zaś w 2012 roku znalazł się w drużynach NSCAA All-Region First Team. W 2013 roku został wybrany do drużyny NSCAA All-Region Third Team, zaś w 2014 roku do NSCAA All-West Region First Team, NSCAA Scholar All-America First Team, MVC Scholar-Athlete First Team i otrzymał nagrodę dla najlepszego defensywnego zawodnika rozgrywek MVC. Trzy razy znalazł się ponadto w MVC All-Tournament Team (2012, 2013, 2014) i dwa razy w All-MVC First Team (2012, 2013).
Podczas przerwy w semestrach Polster występował również w dwóch zespołach z czwartego poziomu rozgrywek – USL Premier Development League, kolejno były to kanadyjski Victoria Highlanders i Chicago Fire U-23. W styczniu 2015 został wybrany w ramach MLS SuperDraft (z siódmego miejsca) przez Chicago Fire. W Major League Soccer zadebiutował 6 marca 2015 w przegranym 0:2 spotkaniu z Los Angeles Galaxy i od razu wywalczył sobie pewne miejsce w wyjściowym składzie, występując na pozycji środkowego pomocnika. Premierowego gola w najwyższej klasie rozgrywkowej strzelił 31 lipca 2016 w zremisowanej 2:2 konfrontacji z New York Red Bulls. Wraz z początkiem nowego sezonu, wobec konkurencji ze strony nowych nabytków klubu (Daxa McCarty'ego i Juninho), został przesunięty przez trenera Veljko Paunovicia na pozycję prawego obrońcy, gdzie szybko zaskarbił sobie miano czołowego defensora rozgrywek.
30 stycznia 2019 podpisał kontrakt ze szkockim klubem Rangers F.C., kwota transferu nie została ujawniona. 8 lipca 2020 podpisał kontrakt z amerykańskim klubem New England Revolution, kwota odstępnego 330 tys. euro.

## Kariera reprezentacyjna
We wrześniu 2015 Polster został powołany przez Andreasa Herzoga do reprezentacji Stanów Zjednoczonych U-23 na północnoamerykański turniej kwalifikacyjny do Igrzysk Olimpijskich w Rio de Janeiro. Tam miał niepodważalną pozycję w składzie i rozegrał wszystkie pięć meczów od pierwszej minuty. Amerykanie – gospodarze eliminacji – zajęli trzecie miejsce w rozgrywkach, lecz nie awansowali ostatecznie na igrzyska, wobec późniejszej porażki w marcu 2016 z Kolumbią (1:1, 1:2) w międzykontynentalnym dwumeczu barażowym. Polster wystąpił wówczas w obydwóch meczach z Kolumbijczykami w wyjściowej jedenastce.
Pierwsze powołanie do seniorskiej reprezentacji Stanów Zjednoczonych Polster otrzymał w styczniu 2016 od Jürgena Klinsmanna na towarzyskie mecze z Islandią (3:2) i Kanadą (1:0). Nie pojawił się jednak wówczas na boisku i w seniorskiej kadrze zadebiutował dopiero za kadencji tymczasowego selekcjonera Dave'a Sarachana, 28 stycznia 2018 w zremisowanym 0:0 sparingu z Bośnią i Hercegowiną.